# Affondamento della Prince of Wales e della Repulse
L'affondamento della HMS Prince of Wales e della HMS Repulse, avvenuto il 10 dicembre 1941, fu uno degli episodi più disastrosi per gli Alleati all'inizio della seconda guerra mondiale nel Pacifico.
L'aviazione navale giapponese colpì in diverse ondate le due navi, causandone l'affondamento. Le perdite umane da parte britannica furono elevate; i naufraghi furono recuperati dai cacciatorpediniere di scorta HMS Electra, Express e Vampire, mentre il Tenedos, a causa della scarsità di carburante, aveva ricevuto l'ordine di tornare a Singapore.
In Giappone l'episodio è conosciuto come «battaglia navale al largo della penisola malese» (マレー沖海戦?, Maree oki kaisen).

## Contesto strategico
(Winston Churchill all'ammiraglio sir Dudley Pound, Primo Lord del Mare, il 29 agosto 1941, durante le discussioni sull'invio di corazzate britanniche nel Sud-est asiatico.)
La pianificazione strategica britannica in vista di una possibile guerra con l'impero del Sol Levante, che avrebbe evidentemente messo in pericolo le colonie inglesi, e in particolare la prestigiosa e fondamentale base navale di Singapore, si basava inizialmente sul previsto trasferimento dell'intera Mediterranean Fleet nelle acque del Sud-est asiatico (cosiddetta strategia della "Main Fleet to Singapore"), sostituita nel teatro mediterraneo dalla flotta francese che avrebbe dovuto assumere la direzione in esclusiva del contrasto alla marina italiana. Queste ottimistiche prospettive operative vennero totalmente sconvolte dal rapido crollo della Francia nell'estate 1940; due elementi nuovi costrinsero a rivedere completamente la pianificazione inglese:
1. La Mediterranean Fleet dovette rimanere totalmente concentrata nel Mar Mediterraneo, venendo anzi rafforzata con navi della Home Fleet, raggruppate nella Forza H di base a Gibilterra, per affrontare la flotta italiana, decisamente consistente sul piano numerico e con ottime posizioni strategiche;
2. Il Giappone poté sfruttare il crollo della Francia penetrando nelle colonie francesi del Tonchino (settembre 1940) e della Cocincina (luglio 1941), verso le quali aveva già messo in atto una strategia di avvicinamento durante la precedente guerra Franco-Thailandese, organizzando importanti basi aeree da cui minacciare molto da vicino (con le potenti e moderne forze aeree della marina e dell'esercito) Singapore e l'intera penisola malese[4].

Indubbiamente il sempre maggiore impegno diretto americano nell'estate del 1941 aveva modificato ulteriormente la situazione; il minaccioso posizionamento della Flotta del Pacifico alle Hawaii poteva paralizzare la volontà offensiva giapponese in direzione del sud-est Asiatico; e Winston Churchill, dopo l'incontro con Franklin Delano Roosevelt in Atlantico a Placentia Bay, proprio a bordo della Prince of Wales nell'agosto 1941, decise, anche per motivi di prestigio nazionale, di organizzare una nuova forza navale da inviare a Singapore con funzione di deterrenza e intimidazione nei confronti di possibili ostili iniziative nipponiche. La decisione del Primo Ministro inglese si basava su una pericolosa sottovalutazione del potenziale operativo e delle capacità della marina e delle forze aeree giapponesi e mostrava certamente un'eccessiva fiducia nell'efficacia e nella superiorità tecnica delle navi britanniche più recenti.
Il Primo Ministro inglese, quindi, respinse completamente le prudenti proposte del Primo Lord del Mare, ammiraglio sir Dudley Pound, volte alla costituzione di una forza navale difensiva (a protezione di Singapore e delle comunicazioni con il sub-continente indiano) organizzata intorno alle due corazzate classe Nelson, a quattro vecchie corazzate classe Revenge, e a due portaerei recenti. Invece Churchill decise ostinatamente di inviare una forza navale più piccola, ma incentrata su una delle corazzate più moderne e veloci della classe King George V, sull'incrociatore da battaglia Repulse (appena rimodernato) e sulla portaerei Indomitable, da impiegare offensivamente per minacciare le basi giapponesi e intimorire, con la sola presenza, il possibile nemico asiatico (sulla base di un presunto effetto psicologico scaturito dalla presenza della più nuova corazzata della Royal Navy nelle acque asiatiche).
I tentativi di dissuasione di Dudley Pound (volti a chiarire al Primo Ministro la pericolosità di una simile missione di guerriglia navale di fronte alle numerose e capaci forze giapponesi) fallirono di fronte all'ostinata volontà di Churchill.

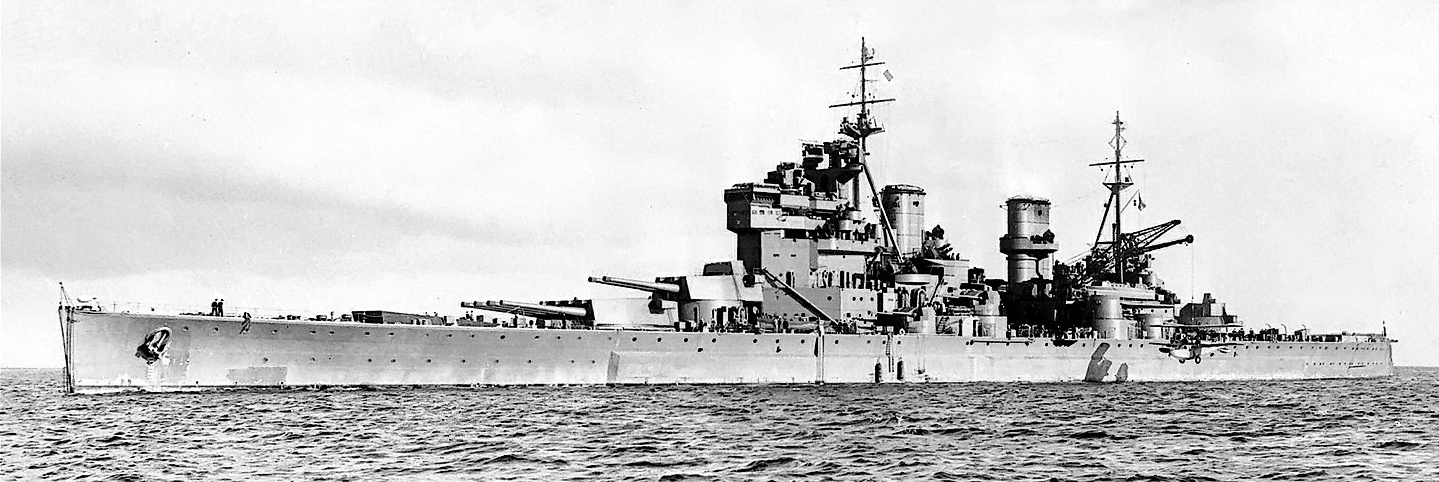
La HMS Prince of Wales

## La missione
Il 23 ottobre 1941, quindi, la corazzata Prince of Wales, della classe King George V, reduce della battaglia con la Bismarck, salpava dal porto militare di Glasgow diretta verso Singapore, la grande base navale britannica in Estremo Oriente, prestigioso simbolo della potenza dell'Impero britannico. L'11 novembre la Repulse venne a sua volta dirottata verso Ceylon per ricongiungersi alla nave ammiraglia che a bordo aveva il comandante designato della piccola squadra navale: l'energico e stimato ammiraglio Sir Thomas Phillips, vicecapo di Stato Maggiore dell'Ammiragliato e quindi principale aiutante di Dudley Pound, soprannominato Tom Pouce per la sua bassa statura. Un primo grave inconveniente si verificò subito con lo spiacevole incidente che occorse alla portaerei Indomitable, di cui era previsto l'impiego accanto alle due navi da battaglia: durante manovre di addestramento nelle Antille, si arenò e non poté per questo raggiungere la squadra diretta a Singapore, indebolendo così in modo significativo la protezione aerea disponibile.

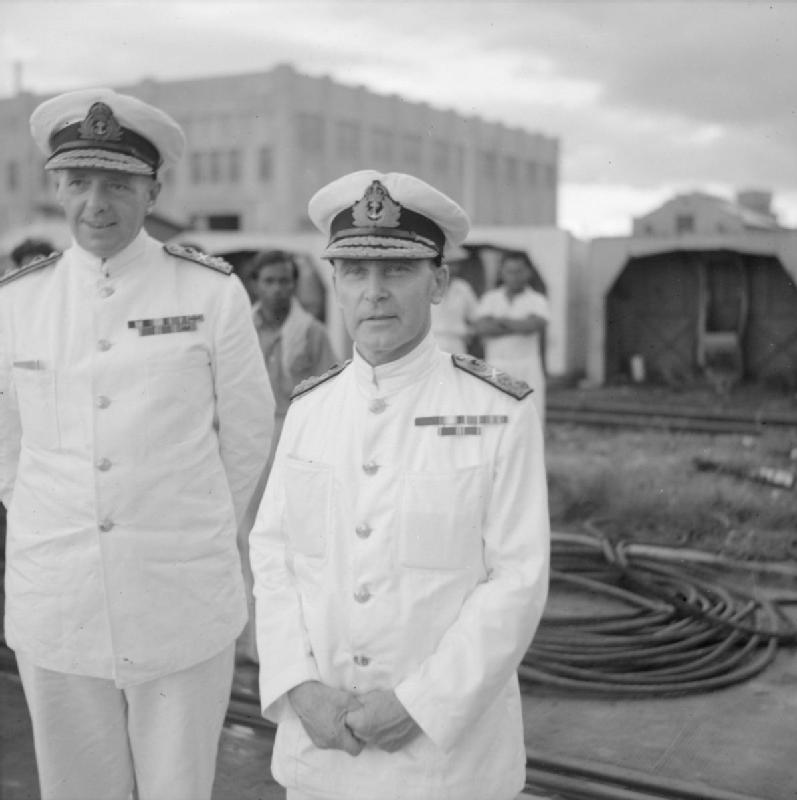
L'ammiraglio sir Thomas Phillips (a destra), comandante della squadra navale inglese a Singapore

Nonostante questo incidente e l'impossibilità di una pronta sostituzione della portaerei in avaria, la squadra dell'ammiraglio Phillips proseguì la navigazione giungendo il 2 dicembre nella base navale di Singapore. All'evento fu data grande pubblicità dalla propaganda britannica, sempre nel tentativo di intimorire l'avversario nipponico e frenarne le velleità espansionistiche. Il 5 dicembre l'ammiraglio Phillips, nominato immediatamente comandante in capo della Eastern Fleet, dopo essersi incontrato con il governatore della colonia, sir Shenton Thomas, e con i responsabili militari britannici del posto (il maresciallo dell'aria - Air Marshall - sir Robert Brooke-Popham, comandante in capo del Comando dell'Estremo Oriente; l'ammiraglio Spooner, comandante delle forze navali in loco, e il vice maresciallo dell'aria - Air Vice Marshall - Pulford, comandante dei reparti aerei della RAF in Malesia), raggiunse Manila per incontrare il generale MacArthur e l'ammiraglio Hart, rispettivamente comandante in capo delle forze americane delle Filippine e capo delle forze navali americane nel teatro - la cosiddetta Asiatic Fleet.
La discussione evidenziò come la situazione fosse molto meno rosea del previsto e quanto fosse pericoloso stazionare con le preziose navi da battaglia appena arrivate, a Singapore o a Manila, luoghi alla portata delle forze aeree nemiche, posizionate in Indocina; da Londra, l'Ammiragliato propose addirittura un ripiegamento fino a Darwin in Australia; il vice maresciallo dell'aria Pulford aveva già sottolineato la debolezza delle sue forze e l'impossibilità quindi di garantire un'efficace copertura aerea alle navi dell'ammiraglio Phillips. Gli eventi però incalzavano ormai. Il 7 dicembre 1941 i giapponesi attaccavano di sorpresa a Pearl Harbor la flotta americana del Pacifico, paralizzandola e contemporaneamente iniziavano sbarchi nell'istmo di Kra e sulla costa orientale della penisola malese.

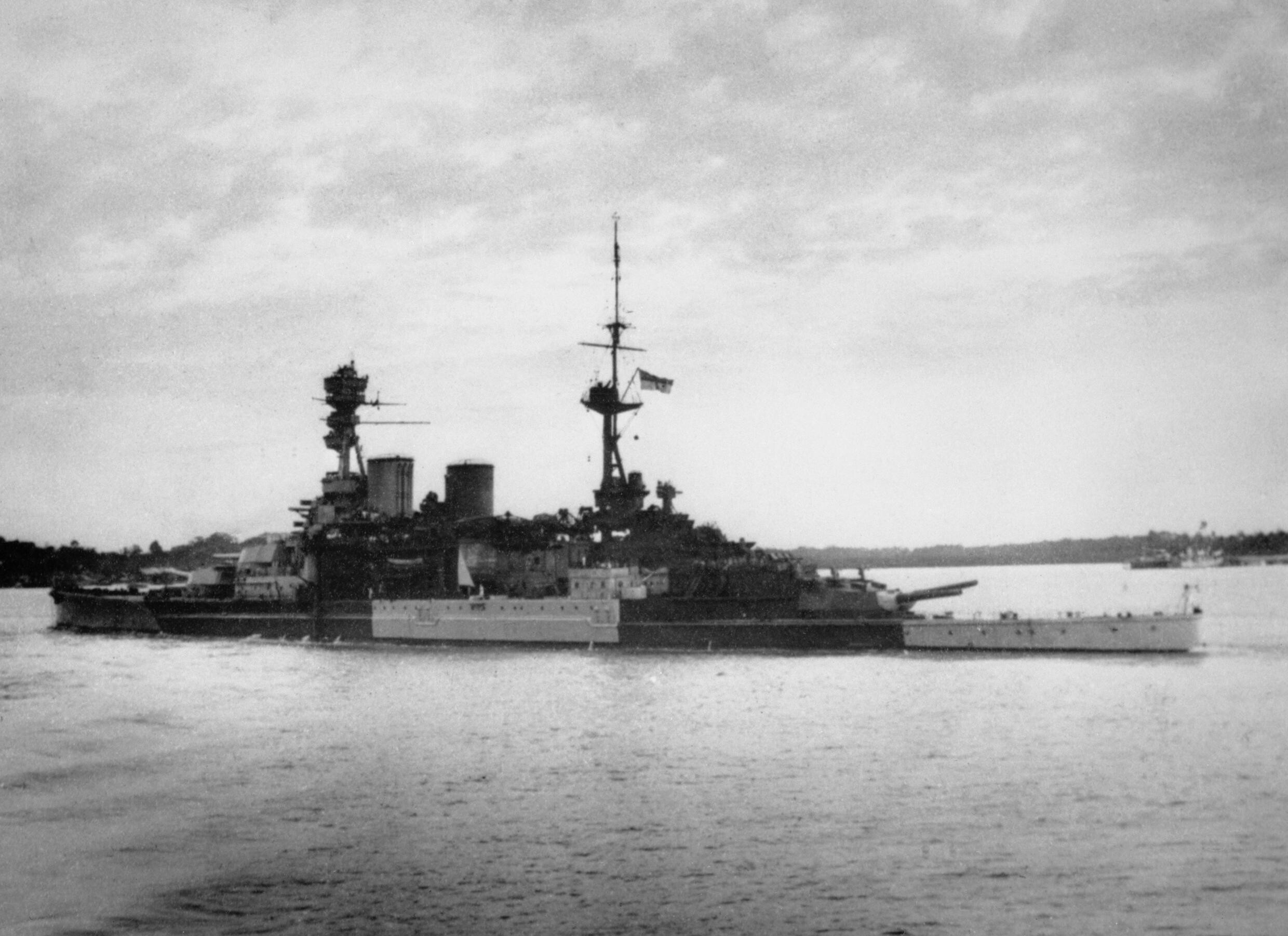
L'incrociatore da battaglia Repulse lascia Singapore per la sua ultima crociera

Alla notizia degli sbarchi, pervenuta l'8 dicembre 1941, l'ammiraglio Phillips, notoriamente dotato di elevato spirito offensivo, decise di salpare immediatamente con la sua Forza Z, denominazione della squadra navale composta dalle due navi da battaglia e da una piccola scorta di cacciatorpediniere, per dirigere verso le zone di sbarco ed eventualmente attaccare le forze navali nipponiche, contrastando quindi le operazioni offensive dell'Esercito imperiale giapponese. In effetti, a Singapore si trovavano anche altre unità navali, tra cui vari incrociatori e cacciatorpediniere, ma una buona parte di esse non era pronta a prendere il mare e quelle che lo erano troppo lente per tenere il passo della squadra. Inoltre, come aveva sottolineato inutilmente Pulford, non vi era alcuna forza aerea in grado di fornire una scorta a lungo raggio, eccettuati alcuni vecchi Brewster F2A Buffalo dello Squadron 453 della Royal Australian Air Force dislocati a Sembawang. Tra l'altro si deve rilevare che i servizi di informazione inglesi (ed anche americani) sottovalutavano grossolanamente il potenziale delle forze aeree giapponesi, descritte nei numerosi rapporti come "leggermente inferiori (dal punto di vista della modernità ed efficienza operativa) a quelle italiane (che non erano considerate molto pericolose)".

## La battaglia e l'affondamento

### Inizio della sortita navale inglese
L'8 dicembre 1941 alle ore 17.35, salutata dalla banda schierata sul molo, la squadra (costituita dalla nave da battaglia Prince of Wales, al comando del capitano di vascello John Catterall Leach, dall'incrociatore da battaglia Repulse, al comando del capitano di vascello William G. Tennant e dai cacciatorpediniere Electra, Express, Vampire e Tenedos) prese il mare verso nord in direzione delle presunte zone degli sbarchi; la mancanza di informazioni precise sulle operazioni giapponesi e sulla presenza della flotta di invasione nipponica, provocarono confusione e incertezza tra i comandanti e tra gli equipaggi delle navi britanniche.
In precedenza l'ammiraglio aveva richiesto l'intervento della RAF per la ricognizione davanti alla squadra navale e per la copertura dei caccia sopra Singora per il giorno 10 dicembre ma, a causa della scarsa disponibilità di mezzi aerei e della precarietà degli aeroporti britannici a nord della penisola malese (già minacciati dalle forze di invasione giapponesi), il vice maresciallo Pulford comunicò di non poter assicurare l'appoggio richiesto, ma Phillips, che apprese l'incresciosa notizia già in mare dopo essere salpato (alle ore 01:25 del 9 dicembre) da un messaggio del contrammiraglio Palliser (il suo capo di stato maggiore che era rimasto a Singapore), decise di continuare verso nord in direzione della più vicina Kota Bahru (dove erano segnalati altri sbarchi giapponesi), sperando nell'effetto sorpresa, dopo una veloce navigazione notturna, ed anche nella protezione del tempo instabile e piovoso poco favorevole all'attività aerea.

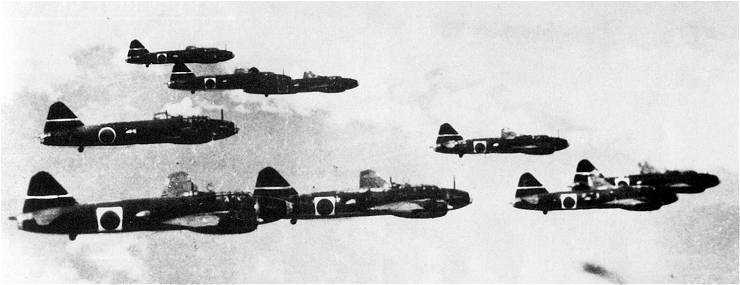
I Mitsubishi G4M Betty della Marina imperiale giapponese; questo tipo di aerei (bombardieri/aerosiluranti), insieme ai Mitsubishi G3M Nell, affondarono le navi da battaglia britanniche

L'ammiraglio giapponese Nobutake Kondō, comandante della 2ª Flotta impegnata a organizzare e proteggere gli sbarchi della XXV Armata giapponese a Pattani, Singora e Kota Bahru (sulla costa orientale della penisola malese), disponeva di due navi da battaglia veloci classe Kongo, di numerosi incrociatori e cacciatorpediniere (in parte organizzati in una squadra di appoggio ravvicinato ai trasporti truppe, guidata dal capace ammiraglio Jisaburō Ozawa - con cinque incrociatori pesanti, un incrociatore leggero e quattordici cacciatorpediniere) e della 4ª Flottiglia sottomarini del contrammiraglio Yoshitomi. Consapevole della inferiorità delle sue navi da battaglia rispetto alle corazzate inglesi appena giunte a Singapore, in uno scontro classico tra navi di linea, Kondo decise di ritirare la Kongo e la Hiei al riparo al largo del Capo Saint Jacques, di affidare a Ozawa la protezione dei trasporti delle truppe giapponesi, di organizzare uno schermo di sottomarini per individuare in tempo utile le navi nemiche e di affidare la distruzione della squadra inglese agli aerei della 22ª Flottiglia (forze aeree della Marina Imperiale) schierata in numerosi aeroporti attorno a Singora (Indocina).
Questo potente concentramento di aerei, guidato dal contrammiraglio Sadaichi Matsunaga, disponeva di un notevole potenziale offensivo e di equipaggi addestrati, coraggiosi ed estremamente motivati; organizzato inizialmente con i Kokutai (corpo aereo) Genzan e Mihoro, dotati di 96 bombardieri/aerosiluranti Tipo 96 (Mitsubishi G3M Nell), di 36 caccia Tipo 0 (Mitsubishi A6M Zero) e di sei aerei ricognitori, schierati negli aeroporti di Saigon, Sóc Trăng e Thudamont, era stato ulteriormente rafforzato ai primi di dicembre da 27 bombardieri/aerosiluranti Tipo 1 (Mitsubishi G4M Betty) del Kokutai Kanoya, trasferiti rapidamente da Formosa all'Indocina per affrontare la minaccia delle navi inglesi.

### Scoperta e ritirata

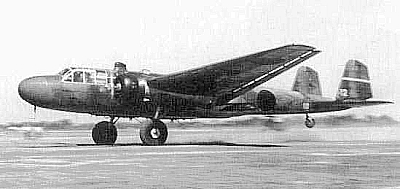
Il Mitsubishi G3M Nell, il bombardiere più numeroso nelle forze aeree della Marina Imperiale giapponese

Alle ore 04:00 del 9 dicembre l'ammiraglio Phillips, giunto all'altezza delle isole Anambas, decise di dirigere verso nord, il tempo instabile sembrava favorire la navigazione delle navi inglesi e quindi la missione continuò in direzione di Kota Bahru; in realtà alle 13:45 la Forza Z venne individuata dal sottomarino giapponese I-65 posizionato nella linea di sbarramento organizzata dall'ammiraglio Yoshitomi. Una ricognizione aerea effettuata in mattinata sulla base navale di Singapore, comunicando erroneamente la presenza in rada delle grandi navi britanniche, aveva inizialmente tratto in inganno i comandi nipponici della 22ª Flottiglia che in un primo momento continuarono ad organizzare un nuovo attacco aereo con bombe su Singapore, senza predisporre un piano di attacco antinave.
Il messaggio del sommergibile I-65 giunse alle basi aeree in Indocina alle 17:00 del 9 dicembre, provocando immediatamente un totale cambiamento di piani; venne, quindi, subito organizzata una squadra d'attacco aereo per individuare e distruggere la pericolosa squadra inglese prima che potesse mettere in pericolo gli sbarchi sulle coste malesi. Nel frattempo, la Forza Z venne anche individuata dalla ricognizione aerea nipponica e la posizione trasmessa alla 22ª Flottiglia aerea, già allertata dal rilevamento del sottomarino. Tre idrovolanti del tipo E13A Jakes, decollati dagli incrociatori Jura, Kumano e Kino, rilevarono la squadra britannica, seguendola dalle 17:40 alle 18:09 (ora locale) del 9 dicembre.
A questo punto, l'ammiraglio Phillips decise prudentemente (dopo una breve riunione con i suoi subordinati) di abbandonare la missione; in assenza di copertura caccia e dopo l'individuazione della squadra navale britannica da parte dell'aviazione giapponese, il rischio era ormai troppo grande. Di conseguenza, alle 20:15 le navi inglesi virarono per sud-est, riducendo contemporaneamente la velocità a 20 nodi per risparmiare il carburante; il cacciatorpediniere Tenedos era già stato rimandato indietro fin dalle ore 18:25 proprio per scarsità di carburante. Ulteriori sviluppi si verificarono alle ore 23:55: un nuovo messaggio dell'ammiraglio Palliser da Singapore comunicò la notizia di un nuovo presunto sbarco giapponese a Kuan-Tan (a sud di Kota Bahru); Phillips cambiò nuovamente decisione, sempre pieno di spirito offensivo e contando sull'oscurità della notte per sviare le ricerche del nemico, e alle 00:52 del 10 dicembre ordinò una nuova variazione di rotta della squadra navale per dirigere a sud-ovest verso Kuan-Tan; in questo modo incappò malauguratamente in un nuovo sbarramento di sottomarini giapponesi che lo individuarono alle ore 02:10 (rilevamento del I-58 del tenente di vascello Tanisaki).
Mentre le navi inglesi effettuavano queste confuse manovre, a partire dalle ore 19:00 del 9 dicembre una prima ondata di aerei giapponesi, frettolosamente armati con siluri, si era freneticamente lanciata alla ricerca della squadra nemica; intralciate dalla progressiva oscurità e ingannati anche dalle imprevedibili manovre delle navi britanniche, i piloti giapponesi, nonostante l'esperienza, non riuscirono a individuare il nemico e finirono per rischiare di colpire per errore proprio alcune navi della squadra dell'ammiraglio Ozawa, impegnata a proteggere gli sbarchi sulle coste malesi. In particolare alcuni aerei del Kokutai Mihoro mancarono per poco proprio l'incrociatore Chokai, nave ammiraglia con a bordo Ozawa. Di fronte al fallimento e ai rischi di errori, Matsunaga richiamò opportunamente la formazione aerea che riuscì fortunosamente a rientrare alle basi di Saigon in piena notte (per facilitare gli atterraggi, gli equipaggi attesero il chiaro di luna iniziando le manovre, con gli aerei carichi di bombe e siluri, solo dopo la mezzanotte).

### Gli attacchi decisivi e l'affondamento
La notizia del nuovo rilevamento della squadra inglese (da parte del sommergibile I-58), arrivò alle basi aeree giapponesi in Indocina alle ore 3:30 del 10 dicembre, scatenando immediatamente nuovi frenetici preparativi per sferrare finalmente un attacco in forze per distruggere le navi da battaglia nemiche. L'ammiraglio Matsunaga (il capace comandante dell 22ª Flottiglia aerea) organizzò quindi in primo luogo una formazione da ricognizione (che decollò alle ore 6:25) con nove aerei Nell e due Aichi E10A Hank, per agganciare con sicurezza la squadra britannica; poi, senza attendere nuove notizie più precise sui rilevamenti, a partire dalle ore 7:35, fece partire le forze di attacco principali, dopo aver diramato un enfatico ordine del giorno ai suoi coraggiosi piloti ("...è una occasione d'oro di portata storica millenaria...")

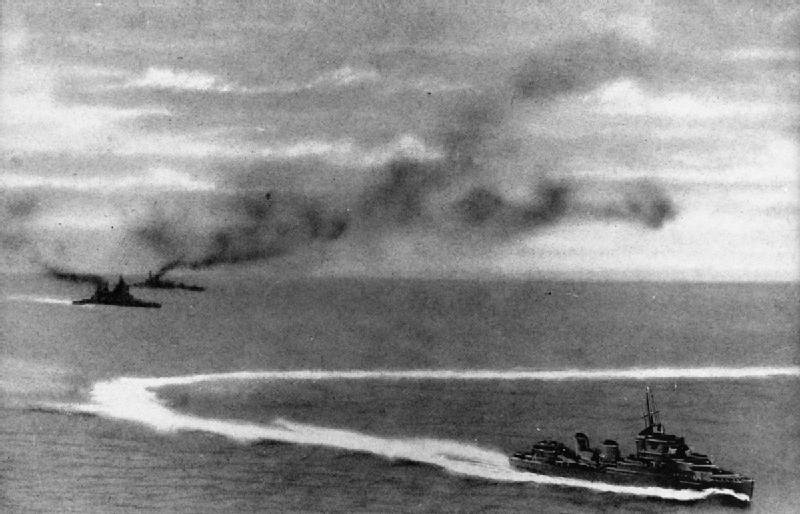
La Prince of Wales e la Repulse (a sinistra, in secondo piano) sotto attacco

Il Kokutai Genzan mise in azione 26 Nell armati di siluri e bombe da 1 100 libbre, al comando del tenente di vascello Nakanishi, mentre il Kokutai Kanoya portò in volo 26 Betty tutti armati di siluri guidati dal tenente di vascello Miyauchi; infine alle ore 9:30, decollò l'ultimo gruppo offensivo costituito da 34 Nell del Kokutai Mihoro, divisi in quattro gruppi, guidati dal tenente Shoji e armati principalmente di bombe da 550 e 1 100 libbre, tranne il gruppo del tenente Takahishi armato con siluri. Questa massiccia ondata d'attacco, divisa in dieci gruppi di 8-9 aerei ciascuno, diresse quindi risolutamente verso sud, volando a una quota compresa tra i 2 500 e i 3 000 metri con l'ordine di procedere lungo il 5º meridiano e di spingersi alla ricerca del nemico fino al 2º grado di latitudine nord, limite del raggio d'azione degli aerei.

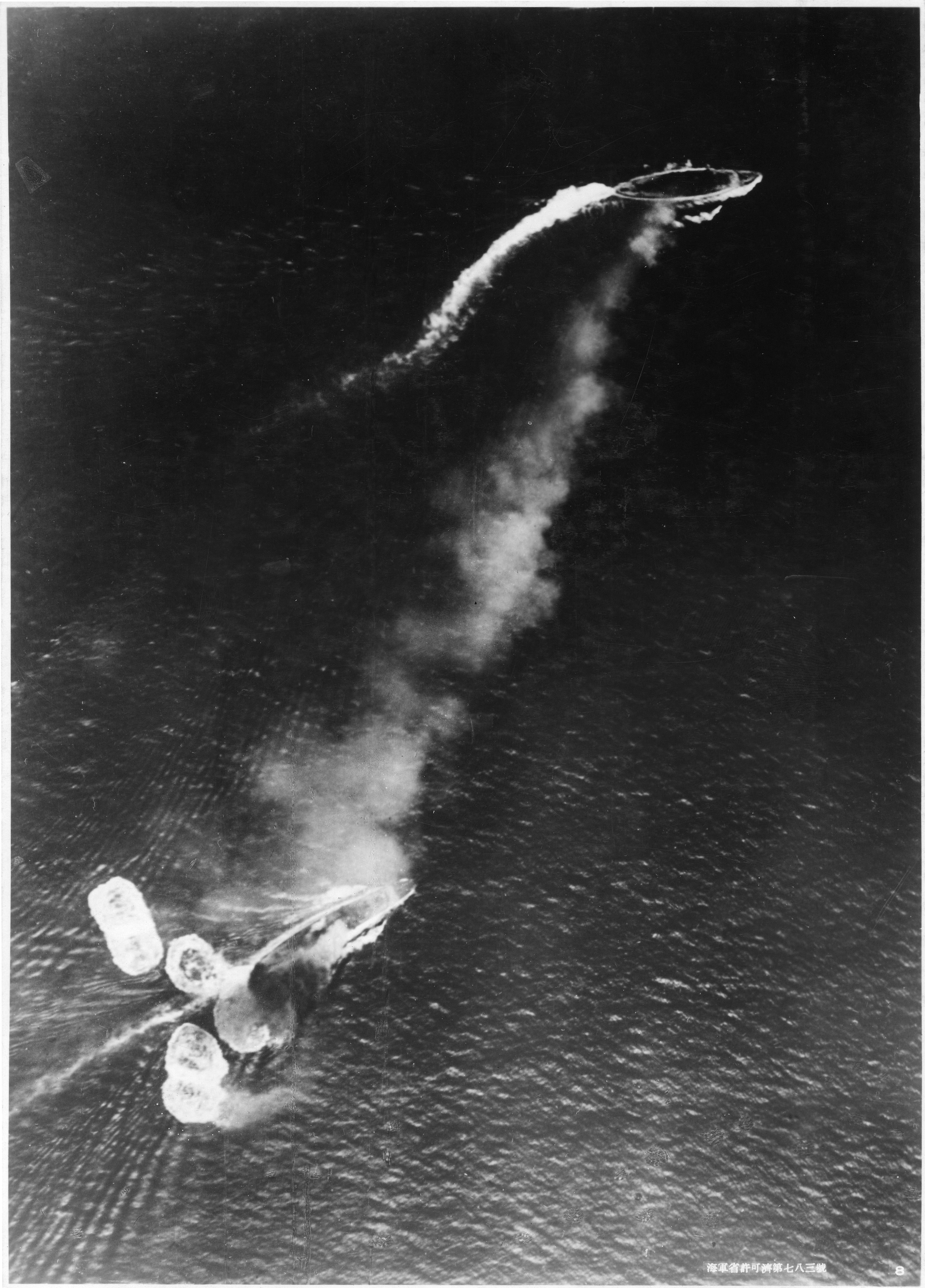
Foto aerea giapponese dell'attacco iniziale sulla Prince of Wales (in alto) e la Repulse (in basso). Un largo e denso pennacchio di fumo viene emesso dalla Repulse, che è stata appena colpita da una bomba. La Prince of Wales emette un denso fumo a riprova del tentativo di aumentare la sua velocità

#### L'ultimo cambio di rotta
Nel frattempo, l'ammiraglio Phillips aveva compiuta una ultima, fatale, variazione nei suoi piani e nella sua rotta, informato dal cacciatorpediniere Express (inviato in avanscoperta verso Kuan-Tan) che non c'era alcuna traccia di nuovi sbarchi giapponesi, alle 09:35 del 10 dicembre decideva finalmente di interrompere la puntata sulle coste malesi e, dopo aver perso almeno un'altra ora navigando verso nord-ovest alla ricerca di presunte unità nemiche segnalategli in precedenza, dirigeva nuovamente a sud verso Singapore ad una velocità di circa 20 nodi.

#### La scoperta
Dopo alcune ore di navigazione, alle ore 10:15 un primo aereo nemico venne individuato dalla Prince of Wales; si trattava dell'aereo da ricognizione del tenente Mishima che, esausto e scoraggiato, stava ritornando indietro dopo ore di infruttuose ricerche. L'ufficiale, sorpreso dalla vista inaspettata delle corazzate nemiche, effettuò l'individuazione e la localizzazione precisa delle navi, diramando immediatamente la notizia ai comandi giapponesi di Saigon. Alle 10:30, sugli schermi radar della Repulse apparve la traccia delle squadre giapponesi attaccanti, e alle 10:40 Phillips, cosciente di essere stato scoperto e del conseguente pericolo, mise le due navi da battaglia in stato di combattimento per respingere un possibile attacco aereo.
In realtà, in quel momento, i gruppi di attacco dei Kokutai Genzan e Kanoya si erano già spinti troppo a sud e rischiavano, alla ricerca delle navi nemiche, di raggiungere un punto pericolosamente lontano dalle proprie basi in Indocina e di esaurire il carburante rimasto per il volo di ritorno. Solo alle 11:20, venne finalmente comunicato alle squadriglie in volo l'avvenuta localizzazione delle navi inglesi a 70 miglia a sud-ovest di Kuan-Tan; le formazioni di bombardieri deviarono subito in direzione nord-ovest per raggiungere e attaccare la squadra britannica. In pratica, furono proprio le squadriglie del Kokutai Mihoro che, partite per ultimo, attaccarono per prime provenendo direttamente da nord; alle 11:45 i 34 bombardieri Nell, divisi nelle quattro squadriglie dei tenenti Shirai, Takeda, Ohira e Takahishi e guidati dal tenente Shoji, si presentarono sopra i bastimenti inglesi alla quota di 3 500 metri e passarono subito all'attacco.

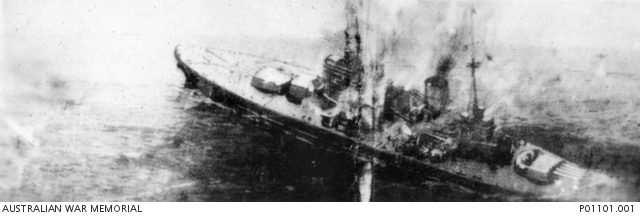
Una drammatica immagine della Prince of Wales in agonia

Le navi inglesi non erano indifese di fronte all'imminente attacco aereo nemico, disponevano di una notevole velocità e agilità di manovra e, soprattutto, erano dotate di una potente difesa contraerea che poteva creare uno schermo di fuoco molto pericoloso e potenzialmente quasi impenetrabile per aerei attaccanti. In particolare la Prince of Wales disponeva della difesa antiaerea più efficiente e moderna di tutta la Royal Navy, costituita da 16 cannoni da 133 mm a doppio uso, un singolo Bofors da 40 mm, 11 Oerlikon da 20 mm e, soprattutto, dai micidiali Pianoforti di Chicago: due sistemi Vickers-Armstrong QF 2 lb a quattro canne e quattro sistemi a otto canne (con un potenziale di 60 000 colpi al minuto). Quanto alla Repulse, pur meno fornita di artiglieria antiaerea, disponeva comunque di sei cannoni da 102 mm (non molto moderni), di tre sistemi Vickers-Armstrong a otto canne e di otto pezzi Oerlikon da 20 mm.
Alla prova dei fatti, tuttavia, questo armamento potenzialmente efficace si dimostrò inadeguato a fronteggiare da solo (senza copertura aerea) le abili tattiche e le coraggiose manovre combinate da diverse direzioni degli aviatori giapponesi (esperti, ben addestrati e dal morale altissimo), anche per carenze degli equipaggi, snervati dal clima e dalla lunga e disagiata missione in alto mare. Un altro fattore a favore degli attaccanti era la mancanza delle spolette di prossimità, introdotte, in via sperimentale, solo nel settembre 1941. I proiettili erano dotati solo di spolette a tempo che venivano impostate prima dello sparo in base alla stima del tempo di volo del proiettile, per cui erano richiesti migliaia di colpi per riuscire ad abbattere un aereo.
Sembra che l'ammiraglio Phillips ebbe un primo avvertimento dell'attacco imminente attraverso una comunicazione radio del cacciatorpediniere Tenedos, che si era allontanato in precedenza da solo ed era già stato attaccato senza esito da alcuni aerei giapponesi; egli, tuttavia, decise di mantenere il silenzio radio e non richiedere l'intervento di caccia britannici di copertura che potenzialmente avrebbero potuto intervenire entro 76 minuti; anche un messaggio radio di allarme del Tenedos non raggiunse mai Singapore.

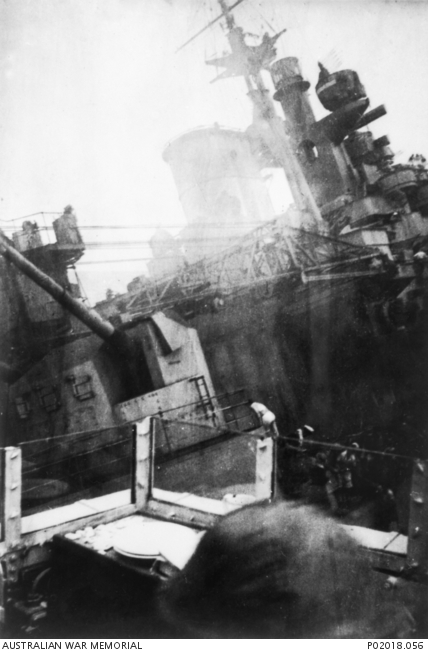
La Prince of Wales, fortemente inclinata, è ormai gravemente danneggiata

#### Primo attacco
Il primo attacco venne quindi sferrato dai Nell del Kokutai Mihoro, armati di bombe, alle ore 11:45; in particolare i primi ad entrare in azione furono gli aerei della 5ª squadriglia del tenente Shirai. Nonostante l'intenso fuoco della contraerea inglese (che si impegnò subito al massimo) e le rapide manovre evasive delle navi, i bombardieri giapponesi sganciarono le loro bombe prendendo di mira la Repulse e riuscirono a sfuggire al fuoco con solo lievi danni; una bomba da 550 libbre colpì in pieno la nave da battaglia inglese, causando danni al ponte e provocando un primo incendio a bordo, mentre altre due cadevano vicinissime. Alle 12:03 comparvero i primi aerosiluranti del Kokutai Genzan (provenienti da sud-est) che cominciarono a scendere a 300 metri di quota e ad attaccare a piccoli gruppi con direzioni convergenti da entrambi i lati delle due navi contemporaneamente; si trattava della 1ª e della 2ª squadriglia, guidate dai tenenti Ishihara e Takai, che affrontarono il muro di fuoco contraereo e lanciarono i loro siluri con traiettorie incrociate; alle 12:14 la Prince of Wales venne colpita da un siluro sul lato di sinistra all'altezza della centina 280 (ma prima della esplorazione del 2007/2008 si riteneva che fossero due) che mise fuori uso le due eliche di quel lato. Vennero anche gravemente danneggiati il timone e alcuni pezzi di piccolo calibro.
L'allagamento dovuto alle 18 000 tonnellate d'acqua imbarcate provocò un primo sbandamento della grande nave (la cui velocità scese a 13 nodi a causa delle importanti avarie). La gravità dell'allagamento dipese, secondo analisi recenti, dal cedimento della rivettatura di alcune paratie, già danneggiate da una bomba d'aereo tedesca durante la notte del 31 agosto 1940 e riparate nel cantiere navale Cammell Laird, che permise, insieme all'albero motore squilibrato, all'acqua di invadere locali fino a mezza nave facendola sbandare a sinistra. Per contrastare lo sbandamento, veniva ordinato l'allagamento delle camere stagne di dritta ottenendo solo una parziale compensazione. Uno dei Nell venne abbattuto dalla contraerea inglese, mentre altri tre furono danneggiati; un secondo attacco con siluri, da parte della 2ª squadriglia del Kokutai Genzan, sulla Repulse che, nonostante i danni provocati dalla bomba, manovrava ancora a 25 nodi, non ottenne invece risultati.

#### Secondo attacco
Alle 12:20 apparve una nuova, grande formazione di aerei giapponesi in avvicinamento a bassa quota da est; si trattava di 26 Betty di tre squadriglie del Kokutai Kanoya guidate dal tenente di vascello Miyauchi (1ª, 2ª e 3ª squadriglia comandate rispettivamente dai tenenti Nabeta, Higashimori e Iki), armate di siluri. I Betty si divisero in tre formazioni e la 1ª e la 2ª squadriglia attaccarono per prime, da due direzioni e con grande abilità, la Repulse: alle 12:22 un primo siluro colpì la nave inglese proprio nel mezzo e pochi minuti più tardi anche la 3ª squadriglia (tenente Iki) si unì all'attacco. Nonostante la coraggiosa difesa (due Betty furono abbattuti), risultò impossibile fronteggiare un attacco da diverse direzioni contemporaneamente: un altro siluro colpì la nave inglese nella parte poppiera e poco dopo altri tre devastarono lo scafo e provocarono danni irreparabili (la Repulse, a differenza della gemella Renown non era stata dotata durante i lavori di ammodernamento di protezioni aggiuntive contro i siluri).
La nave si inclinò di 30°, si svilupparono incendi incontrollabili e il comandante Tennant fu costretto ad ordinare l'abbandono del grande incrociatore da battaglia ormai alla deriva, i marinai si gettarono in mare, mentre alcuni tra loro rimasero bloccati dalla rete metallica del fumaiolo secondario e morirono carbonizzati. Alle 12:33 la Repulse si capovolse e scomparve sott'acqua a circa quattro miglia di distanza dalla Prince of Wales, trascinando con sé 513 uomini dell'equipaggio; il capitano Tennant sopravvisse al naufragio e venne recuperato insieme ai superstiti dai cacciatorpediniere Electra e Vampire, che si erano avvicinati alla nave.

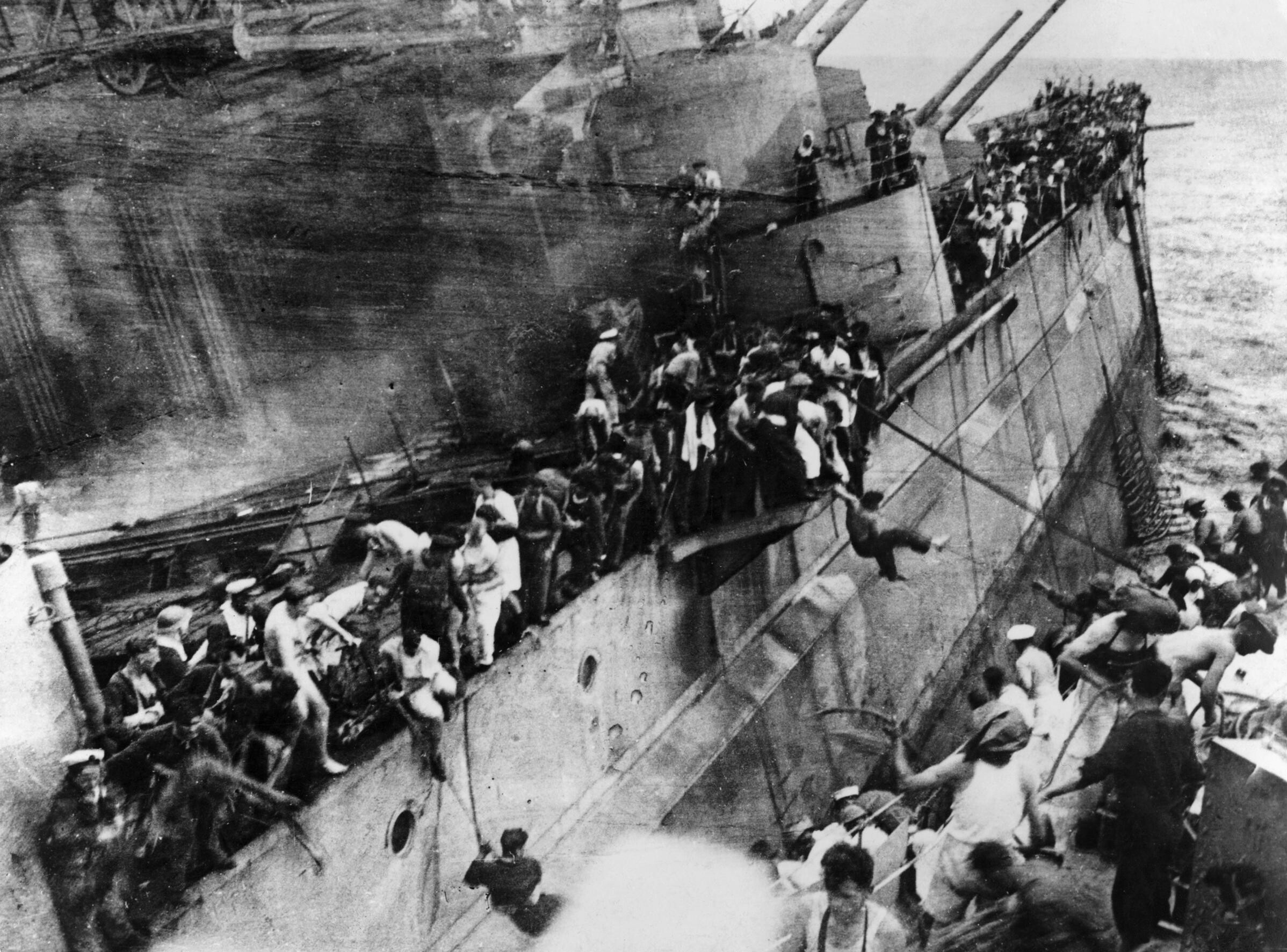
L'equipaggio della Prince of Wales abbandona la nave che sta affondando

Quasi simultaneamente all'affondamento della Repulse, anche la Prince of Wales era sotto un nuovo attacco da parte di quattro Betty della 1ª squadriglia e due della 2ª squadriglia del Kokutai Kanoya; gli aerosiluranti si avvicinarono da diversi angoli d'attacco e lanciarono sei siluri: tre giunsero a segno tra le 12:23 e le 12:24, colpendo, tutti dal lato di dritta, la prua, il centro nave all'altezza della plancia e la poppa della corazzata (all'altezza della centina 296), la quale, già in grave difficoltà, imbarcò grandi quantità d'acqua, scese a 8 nodi di velocità e cominciò ad affondare, sommersa fino alla plancia. I fori dei siluri rispetto alla linea di galleggiamento sono più in basso a prua che a poppa a causa delle sezioni allagate dal primo siluro che avevano arretrato il baricentro della nave determinando un innalzamento della prua di circa due metri. Essendo i generatori elettrici fuori uso, le artiglierie antiaeree da 133 mm non poterono più elevare e brandeggiare i pezzi e le pompe elettriche non poterono funzionare, impedendo di compensare lo sbandamento sempre crescente.
Inoltre la nave ormai non aveva timone, e poteva virare solo con la potenza dei motori. Solo ora l'ammiraglio Phillips ruppe il silenzio radio, comunicando di essere sotto attacco e richiedendo l'intervento di rimorchiatori per cercare di salvare la grande corazzata; tuttavia la nave, che continuava a imbarcare acqua, era ormai condannata. Già alle 11:58 il capitano Tennant del Repulse, del resto, aveva diramato un primo allarme a Singapore, richiedendo disperatamente l'intervento dei caccia della RAAF.

#### L'attacco finale

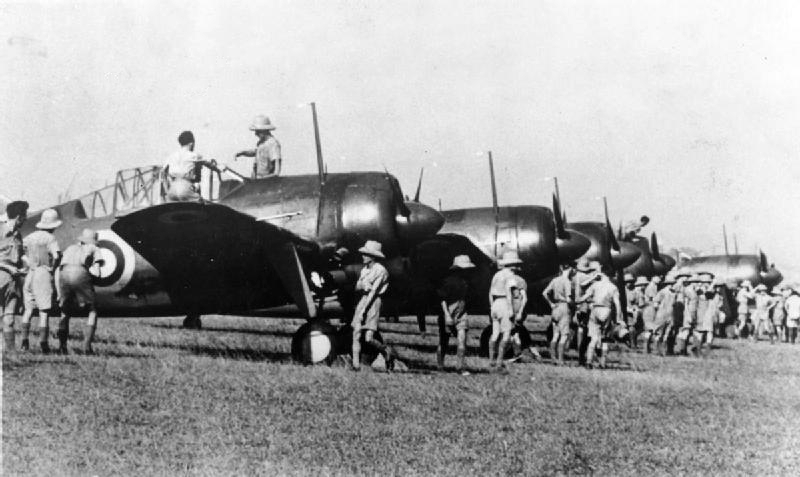
Buffalo degli Squadron 21 e 453 (che avrebbero dovuto fornire la copertura aerea) della RAAF a Singapore durante una ispezione da parte del personale di terra della RAF il 12 ottobre 1941

Un ultimo attacco di bombardieri Nell della 6ª squadriglia del Kokutai Mihoro (tenente Takeda), sferrato con bombe, mise ancora a segno un colpo (nonostante la Prince of Wales rispondesse sempre al fuoco) alle ore 12:44, sul ponte tra i due fumaioli, assestando il colpo di grazia alla corazzata ammiraglia. La Prince of Wales, che aveva ormai imbarcato oltre 18 000 tonnellate di acqua, si inclinò a dritta e si capovolse; il cacciatorpediniere Express si era già avvicinato per recuperare l'equipaggio, per poco non fu rovesciato dalla deriva antirollio della corazzata; il tempo più lungo che trascorse prima dell'affondamento della corazzata rispetto alla Repulse, permise fortunatamente di salvare molti più uomini: i morti furono alla fine 327 su un equipaggio di 1 612 ufficiali e marinai. La nave affondò alle ore 13:24 del 10 dicembre a 65 miglia a sud-est di Kuan-Tan, portando con sé anche il comandante Leach e l'ammiraglio Phillips.

#### Le operazioni di soccorso
I tre cacciatorpediniere di scorta (il Tenedos era stato già rimandato a Singapore) iniziarono le operazioni di soccorso dei naufraghi; Electra e Vampire si dedicarono ai superstiti della Repulse, mentre lo Express si diresse verso la zona di affondamento della Prince of Wales, che risulterà poi distante 9 miglia da quella della Repulse. Il bilancio finale fu di 840 morti o dispersi, di cui 513 sul Repulse e 327 nella Prince of Wales. Grazie al prodigarsi dei cacciatorpediniere furono tratti comunque in salvo complessivamente 2 081 marinai e gli uomini dell'equipaggio del Repulse recuperati dall'Electra affiancarono il suo equipaggio ai posti di combattimento permettendo di recuperare 571 naufraghi. Un aereo ricognitore giapponese rimase sul luogo della tragedia per controllare le ultime fasi, abbandonando velocemente l'area al comparire, pochi minuti dopo l'affondamento della Prince of Wales, di otto caccia britannici F2A Buffalo arrivati (alle ore 14:00) ormai troppo tardi, dopo l'allarme lanciato dal capitano Tennant.
Il giorno dopo, un aereo dell'aviazione navale nipponica pilotato dal tenente Haruki Iki sorvolò i relitti lanciando due corone di fiori, una per gli aviatori giapponesi del Corpo Aereo Kanoya e l'altra per i marinai britannici.

### I relitti

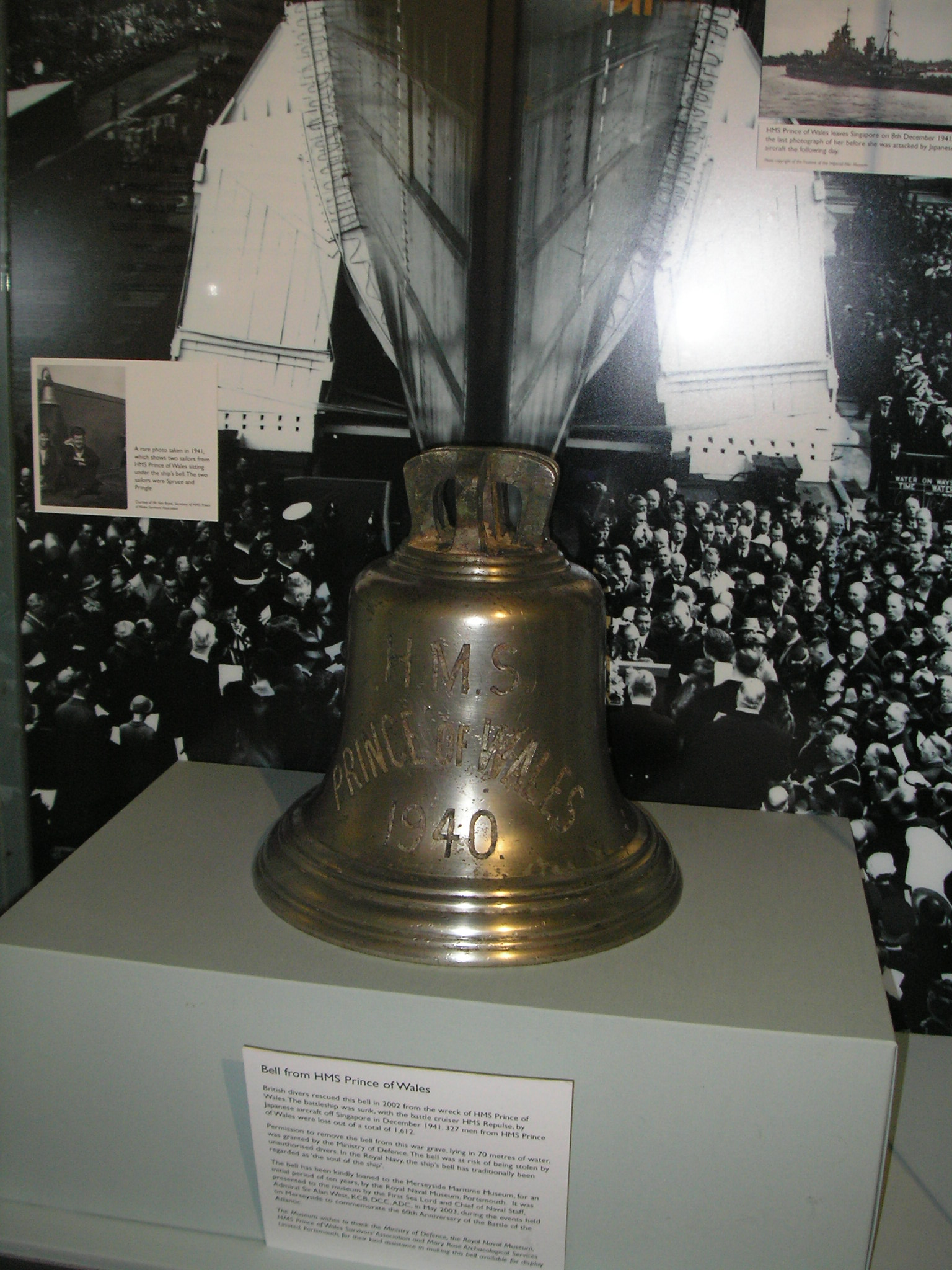
La campana recuperata nel 2002 dalla Prince of Wales

I relitti delle due navi sono stati dapprima oggetto di operazioni di ricerca e successivamente di investigazione da parte di una commissione navale inglese. La Prince of Wales giace a una profondità media di 68 m nel Mar Cinese meridionale, quasi completamente capovolta con una inclinazione di 15-20 gradi, con la sovrastruttura sprofondata nella sabbia del fondo. I giapponesi avevano intenzione di ispezionare il relitto, localizzato nei primi del 1942, per avere accesso a quelle che all'epoca erano le più avanzate tecnologie radar, ma a causa dei loro limiti operativi vi rinunciarono. La torretta A (nelle navi inglesi le torrette erano contraddistinte con lettere da A a prua estrema a Y a poppa estrema) con 3 dei suoi 4 cannoni da 14" è visibile insieme a parte del suo stereotelemetro e la parte di prua che la precede si eleva dal fondo del mare di un paio di metri.
Un pezzo della gru per aerei / imbarcazioni di sinistra giace a pochi metri dalla nave, essendo stato strappato dalla vicina esplosione di una bomba da 500 kg. Altri relitti tra i quali quelli di alcune zattere Carley sono sparsi entro qualche decina di metri dal relitto. Una delle torrette di sinistra da 5,25" (presumibilmente la P3) con il suo anello di rotazione e la camera operativa aperta si trova capovolta nella sabbia tra la gru ed il relitto, probabilmente scivolata via dalla sua sede durante il capovolgimento della nave.
Attualmente, agli assi delle eliche delle navi sono state fissate delle boe, ai cui cavi è attaccata la bandiera da guerra della Royal Navy, che viene periodicamente cambiata da sommozzatori della marina; i relitti, che giacciono entrambi quasi capovolti, sono considerati proprietà della Corona oltre che cimitero di guerra. Nel 2002 la campana della Prince of Wales venne recuperata da una squadra mista (civile e militare) inglese ed è attualmente esposta al Merseyside Maritime Museum in Liverpool.

## Bilancio e conseguenze
(Il ministro della Marina Imperiale, ammiraglio Osami Nagano all'addetto navale tedesco a Tokyo, vice ammiraglio Paul Wenneker, dopo aver illustrato i dettagli dell'affondamento delle due navi da battaglia inglesi.)
Secondo le fonti giapponesi, i bombardieri e gli aerosiluranti Betty e Nell lanciarono in totale 49 siluri, ottenendo 26 centri sulle navi da battaglia e su un cacciatorpediniere; 16 bombe da 550 libbre, con un solo centro; e 41 bombe da 1 100 libbre, con due centri sul bersaglio. Dai dati inglesi risulterebbe invece che furono sei (quattro secondo recenti investigazioni) i siluri che colpirono la Prince of Wales, cinque la Repulse e due bombe a segno (una ciascuna sulle due navi da battaglia). Le perdite giapponesi furono solo di tre aerei abbattuti (due Betty e un Nell) e numerosi altri rientrati alle basi in Indocina danneggiati.

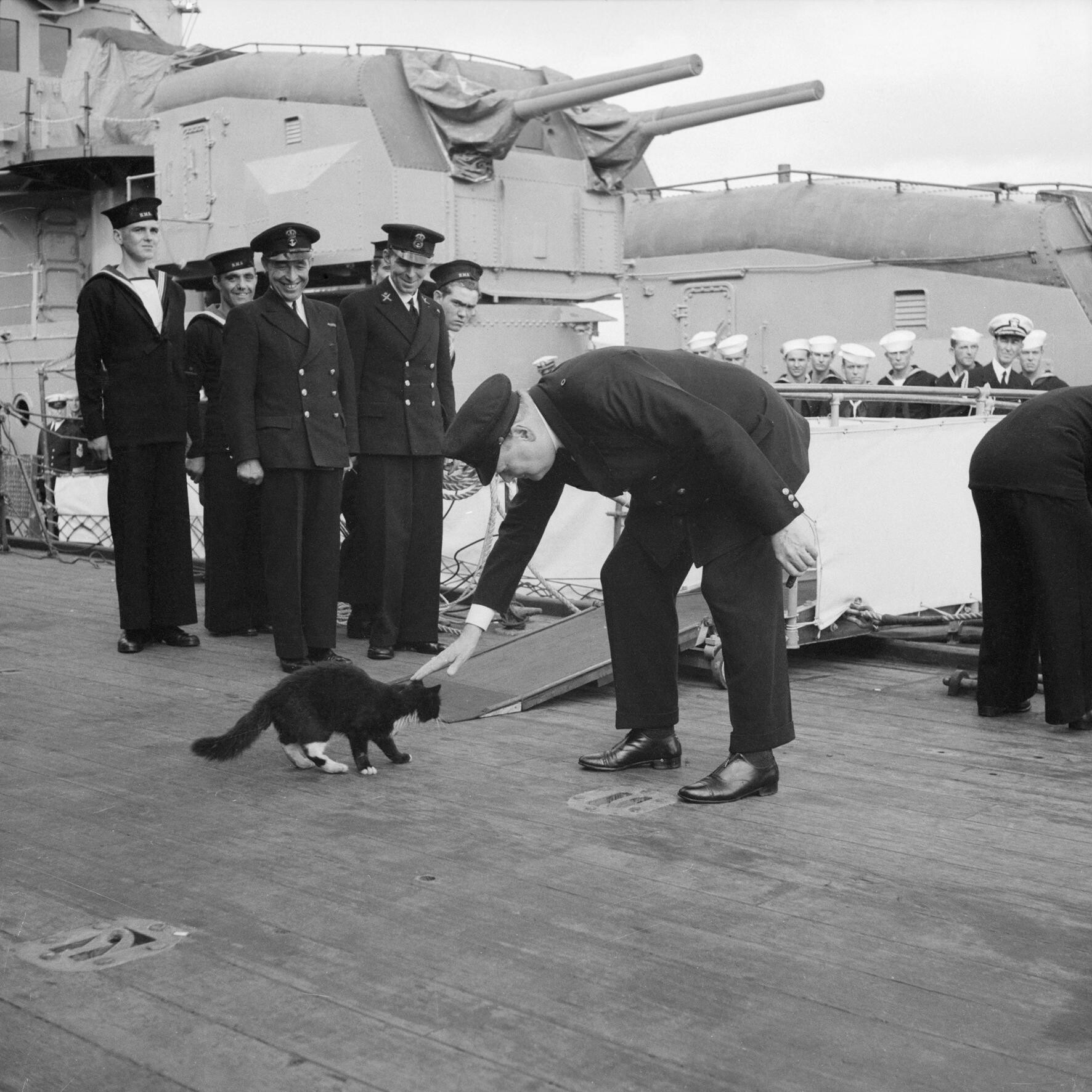
Winston Churchill a bordo della Prince of Wales nell'agosto 1941, durante la conferenza dell'Atlantico con il Presidente statunitense F. D. Roosevelt

La Prince of Wales e la Repulse furono le prime navi da battaglia affondate in combattimento in alto mare esclusivamente da attacchi aerei (i precedenti di Taranto e Pearl Harbor essendosi verificati all'interno delle acque ristrette di porti militari). Il contraccolpo morale della catastrofe (senza precedenti per la Royal Navy) fu, effettivamente, enorme: Churchill ammise la sconfitta in un drammatico e realistico discorso alla Camera dei Comuni; mentre nelle sue memorie descrive efficacemente lo stupore, lo sconforto e anche la preoccupazione, causatagli dall'inattesa notizia, comunicatagli telefonicamente dal Primo Lord del Mare, Dudley Pound, in persona.
Dal punto di vista della situazione strategica in Estremo Oriente, l'affondamento delle navi alleate più potenti presenti nel teatro bellico (dopo la neutralizzazione della Flotta del Pacifico americana a Pearl Harbor) sanzionò definitivamente la schiacciante (ma momentanea) superiorità aeronavale giapponese, favorendo in modo decisivo le rapide conquiste dell'Esercito dell'Imperatore, durante la prima metà del 1942.
Sulle cause e le responsabilità è infuriata per anni una grande polemica, centrata principalmente sulle eventuali colpe dei due massimi indiziati della tragedia: l'ammiraglio Phillips e, naturalmente, Churchill. In sintesi, la critica storica, al momento, sembra ritenere che:
- Le capacità operative, tecniche, morali e anche fisiche (si parlava all'epoca di grave miopia dei piloti e marinai giapponesi che avrebbe seriamente handicappato le loro capacità militari[68]) dei soldati del Sol Levante erano gravemente sottovalutate da inglesi, statunitensi e australiani, sia a livello di dirigenza sia a livello popolare[69].
- Basandosi su questa presunta netta inferiorità giapponese, l'operazione della Forza Z non sembrava più pericolosa di tante altre missioni svolte con successo anche in inferiorità di mezzi aerei e navali nel Mediterraneo contro le forze italiane.
- L'intervento dei caccia F2A Buffalo, scarsi numericamente e non molto efficienti, non avrebbe cambiato l'esito della battaglia, anche se avrebbe forse causato maggiori perdite ai bombardieri giapponesi.
- L'ammiraglio Phillips agì con lodevole spirito offensivo, ma non prese le decisioni richieste dalla situazione (sempre per sottovalutazione del nemico) e ritardò troppo il ritorno a Singapore[70].
- Effettivamente, la squadra navale inglese causò preoccupazione e problemi alle forze aeronavali giapponesi che, tuttavia, opportunamente non rischiarono uno scontro tra navi di linea e puntarono tutte le carte sull'aviazione della Marina.
- I piloti giapponesi, che disponevano di mezzi moderni, mostrarono grande abilità tecnico-operativa, coraggio e combattività, dimostrando la loro netta superiorità sulle forze avversarie; deve essere rilevato che i piloti giapponesi, pur veterani della guerra aerea in Cina e ben addestrati, non avevano, tuttavia, esperienza reale di attacco antinave contro navi da battaglia potentemente armate[71].
- Lo scontro dimostrò in modo inequivocabile che, contro forze aeree moderne e addestrate, le navi di linea non potevano operare offensivamente senza disporre di un'adeguata copertura aerea (preferibilmente fornita da portaerei operanti accanto alle corazzate)[72].
- Winston Churchill mancò di apprezzare realisticamente la situazione e quindi fece un grave errore inviando allo sbaraglio a Singapore le due prestigiose navi britanniche, contando soprattutto su un impossibile effetto deterrente nei confronti della molto più numerosa e potente marina giapponese[73]. Si deve rilevare, tuttavia, che la situazione britannica alla fine del 1941, non permetteva di fare molto di meglio e che la priorità accordata dal Primo Ministro al rafforzamento del fronte Atlantico e dello scacchiere del Medio Oriente, a scapito dell'Estremo Oriente, era in prospettiva corretta[4][74].